# 라트비아 유대인
라트비아 유대인(라트비아어: Latvijas ebreji; 히브리어: יהדות לטביה)은 1571년 필테네에 세워진 최초의 유대인 식민지로 거슬러 올라간다. 유대인들은 라트비아의 인구를 대북방 전쟁 (1700년~1721년)까지 라트비아의 발전에 기여했다. 유대인 공동체는 18세기에 프로이센에서 유입된 유대인들을 통해 재건되었고 라트비아의 경제 생활에서 중요한 역할을 하게 되었다.
독립된 라트비아 하에서 유대인들은 정당을 결성하고 의회의 일원으로 참여했다. 유대인 공동체는 번영했다. 유대인 부모들은 소수 학교의 중요한 네트워크의 일부로서 히브리어를 교육 언어로 사용하여 그들의 아이들을 학교에 보낼 권리가 있었다.
제2차 세계 대전은 유대인 공동체의 명성을 종식시켰다. 스탈린 치하에서 유대인은 전체 인구의 5%에 불과했고, 추방자의 12%를 차지했다. 이에 비해 라트비아 유대인 인구의 90%가 홀로코스트로 살해됐다.
오늘날 유대인 공동체는 홀로코스트의 생존자들, 독일의 침공을 피해 소련 내륙으로 도망갔다가 나중에 돌아온 유대인들, 그리고 대부분 소련에서 라트비아로 새로 이주한 유대인들에게 그 뿌리를 추적한다. 오늘날 라트비아 유대인 공동체는 작지만 활동적이다.

## 유대인 인구
1914년 제1차 세계 대전 당시 라트비아 영토에는 유대인이 약 190,000명 (전체 인구의 7.4%) 있었다. 전쟁 기간 동안, 그들 중 많은 사람들이 러시아 내륙으로 추방되었고, 다른 사람들은 전쟁 지역에서 탈출했다.1920년에 라트비아의 유대인 수는 79,644명 (인구의 5%)이었다. 1920년 8월 11일 라트비아 공화국과 소련 사이에 평화 조약이 체결된 후, 러시아에서 송환되기 시작했다. 이 시기에 리가에만 4만 명의 유대인이 있었다. 1925년까지 유대인 인구는 95,675명으로 라트비아가 독립 국가로 존재했던 기간 동안 가장 많은 유대인 수를 기록했다.
그 해 이후 유대인의 수는 점차 줄어들었고, 1935년에는 93,479명(전체의 4.8%)으로 감소했다. 이러한 감소의 원인은 젊은 세대의 일부에 의한 이민과 대다수에 의해 한 두 자녀로 가족을 제한함으로써 자연적으로 증가한 것이다. 1925년과 1935년 사이에 6,000명 이상의 유대인들이 라트비아를 떠났고, 이들 중 압도적으로 많은 수가 이스라엘 국가로 선포된 영국 위임통치령 팔레스타인으로 떠났다. 1935년 기준 유대인은 43,672명 (전체의 11.3%), 다우가프필스는 11,106명 (25%), 리에파야는 7,379명 (13%)이었다.

## 라트비아 독립
1993년 6월 11일부터 17일까지 라트비아 유대인들의 제1차 세계 회의가 리가에서 열렸다. 이스라엘, 미국, 스웨덴, 스위스, 독일, 영국, 남아프리카 공화국, 오스트레일리아의 대표들이 참석했다.
1993년에는 옐가바와 비에르니에키 숲에서 홀로코스트 기념물의 두 가지 장식이 있었다. 46,500명의 라트비아 유대인들이 피격된 것을 기념하기 위해 비에르니에키에 온 라트비아 유대인 세계 대회 대표단은 만자문과 기념비에 새겨진 "유덴프라이"라는 단어에 충격을 받았다. 반유대주의적 내용의 기사들이 라트비아의 프린지 민족주의 언론에 실렸다. 이 기사들의 주요 주제는 소련 시대에 공산주의자들과 유대인들의 협력, 서구에서 라트비아의 명성을 더럽히는 유대인들, 라트비아 경제를 통제하려는 유대인 사업가들이었다.

## 역사적 인구통계학
제2차 세계 대전 이전에 라트비아에는 거의 100,000명의 유대인이 있었다. 대부분의 라트비아 유대인들은 홀로코스트에서 살해되었다. 제2차 세계 대전 이후 라트비아의 유대인 인구는 1970년 거의 37,000명으로 정점을 찍었고, 이후 지속적으로 감소하기 시작했다. 라트비아의 유대인 인구는 공산주의 붕괴 이후 1990년대에 많은 라트비아 유대인들이 떠나 다른 나라로 이주하면서 현저하게 감소했으며, 특히 이스라엘과 미국(특히 미국 캘리포니아주와 뉴욕주)에 알리야를 만들었다.

## 같이 보기
- 에스토니아 유대인
- 오스트란트 국가판무관부